# Heptagenia kyotoensis
Heptagenia kyotoensis is een haft uit de familie Heptageniidae. De wetenschappelijke naam van de soort is voor het eerst geldig gepubliceerd in 1963 door Gose.
De soort komt voor in het Palearctisch gebied.